# Ezüstfülű álszajkó
Az ezüstfülű álszajkó (Trochalopteron melanostigma) a madarak osztályának verébalakúak (Passeriformes) rendjébe és a Leiothrichidae családjába tartozó faj.
Magyar neve forrással nincs megerősítve.

## Rendszerezése
A fajt Edward Blyth angol ornitológus írta le 1855-ben, a Garrulax nembe Garrulax melanostigma néven.

## Alfajai
- Trochalopteron melanostigma connectans Delacour, 1928
- Trochalopteron melanostigma melanostigma (Blyth, 1855)
- Trochalopteron melanostigma ramsayi Ogilvie-Grant, 1904
- Trochalopteron melanostigma schistaceum (Deignan, 1938)
- Trochalopteron melanostigma subconnectens (Deignan, 1938)[2]

## Előfordulása
Délkelet-Ázsiában, Kína, Laosz, Mianmar, Thaiföld és Vietnám területén honos. A természetes élőhelye a szubtrópusi vagy trópusi hegyi esőerdők, magaslati cserjések és füves puszták. Állandó, nem vonuló faj.

## Megjelenése
Testhossza 26 centiméter, testtömege 67–75 gramm.

## Életmódja
Kevés az információ róla, feltételezhetően gerinctelenekkel és néhány növényi anyaggal táplálkozik.

## Szaporodása
Csésze alakú fészke, mohából és száraz levelekből készül.

## Természetvédelmi helyzete
Az elterjedési területe nagy, egyedszáma viszont csökkenő, de még nem éri el a kritikus szintet. A Természetvédelmi Világszövetség Vörös listáján nem fenyegetett fajként szerepel.